# عبدالقادر کردغلی
عبدالقادر کردغلی (عربی: عبد القادر كردغلي؛ زادهٔ ۱ ژانویهٔ ۱۹۶۱) بازیکن بازنشستهٔ فوتبال اهل سوریه است.
از باشگاه‌هایی که در آن بازی کرده‌است می‌توان به باشگاه فوتبال تشرین سوریه، و الجیش سوریه، باشگاه فوتبال تشرین سوریه، و تیم ملی فوتبال سوریه اشاره کرد.
وی همچنین در تیم ملی فوتبال سوریه بازی کرده است.